# 哈利斯科動胸龜
哈利斯科動胸龜（學名：Kinosternon chimalhuaca）為動胸龜屬下的一種龜。發現於墨西哥的科利馬州和哈利斯科州。